# Раде Божовић
Раде Божовић (Змајево, 31. август 1938) српски је оријенталиста и универзитетски професор. Посебно се бави арапским светом и персијском књижевношћу.

## Биографија
Дипломирао на Одсеку за оријенталистику, група арапски језик 1962. на Филолошком факултету, Београд. Магистрирао на теми „Песимизам у поезији Бадра Шакира ел Сејјаба“ (рад делимично објављен у бејрутском књижевном часопису „Ал Адаб“), докторирао на теми „Арапи у усменој народној песми на српскохрватском језичком подручју“ (објављен 1977) чији су резултати нашли место и у Историји српске књижевности Јована Деретића.
Божовић је професор емиритус Филолошког факултета, на којем је био запослен већи део каријере. Више пута је био шеф катедре за оријенталистику, продекан и декан Филолошког факултета.
Члан је Удружења књижњевника Србије и Удружења књижевних преводилаца Србије.
Прихваћен и познат у арапском свету, одржавао контакте са најпозантијим арапским књижевницима 20. века (Abd al-Wahhab al-Bayati и др), члан Научног друштва Туниса од оснивања (1982), данас установе познате под именом Бајтул-хикма (Кућа мудрости), активни учесник на књижевним и научним скуповима на Блиском истоку, посебно на свеарапском окупљању песника у Мирбеду, у Ираку. Објављивао на арапском студије у арапским најпознатијим гласилима и преводе југословенске и српске савремене поезије.
Бавио се и теоријом епског стваралаштва. Током седамдесетих и осамдесетих година прошлога века објављен је велики број интервјуа са њим у арапском свету. Објавио је преко 200 студија и превода на српском и арапском језику, 26 књига, једну и на арапском (Према међукултуралном дијалогу, Либија, 2001). 
Био оснивач и председник неколико друштава пријатељства, сада је председник Друштва Српско-иранског пријатељства, Београд.
Сарађивао је у свим важнијим српским штампаним гласилима као Политика, Борба, Књижевне новине, НИН. 
Наступао на већини угледних српских електоронских медија, објављивао колумне на многим електронским сајтовима.
Живи у Београду.

## Награде
- Плакета Арапског дипломатског кора за ширење арапске културе и арапског језика, 2019.
- Повеља Удружења књижевника Србије, 2018.
- Новинска награде Борбе за објављене колумне, 1997.
- Награда „Златни прстен Багдале”, 1987.

## Одабрана дела
- Арапи у усменој народној песми на српскохрватском језичком подручју, 1977.
- Антологије поезије Машрика и Магриба, Багдала, Крушевац 1981.
- Граматика арапског језика, (три издања, 1984.
- У крилу златна јабука, 1985.
- Антологија кратке арапске приче, Багдала, Дечије новине, Крушевац-Доњи Милановац 1986.
- Невина је, грехота је (антологија арапске љубавне лирике, два издања), друго издање Народна књига, Београд, 2000,
- Српско-арапски речник, са С. Видаковић, 2000.
- Nahwa hiwar thaqafi, Триполи, 2001.
- Поезија Палестине(два издања), друго издање Народна књига, Београд 2002.
- Ислам и Арапи (Бог и Човек),
- Појмовник ислама (коауторство са В. Симићем, два издања),
- Лав је рикнуо (историја енглеске културе), 2008.
- Речник Ислама (са Војиславом Симићем), Друштво Српско-иранског пријатељства, Београд, 2010.
- Око чује, ухо види, Исламска заједница, Београд, 2012.
- Прогоњени ислам (са M. Теодосијевић и И. Е. Костићем), Службени гласник, Београд, 2013.
- Историја арапске класичне и народне књижевности (од 6-14. века), Утопија, Београд 2013.
- Стваралачка снага Енглеза, (Културна историја), Центар академске речи, Шабац 2015.
- ПУТ ИСЛАМА, Службени гласник, Београд 2015
- Врт чудесног умовања (источњачки ум на стази вечности), Завод за издавања уџбеника, Београд 2016.
- Око чује, Ухо види (старе арапске анегдоте и приче), Завод за издавање уџбеника, Београд 2016.